# Tetramorium avium
Tetramorium avium är en myrart som beskrevs av Bolton 1980. Tetramorium avium ingår i släktet Tetramorium och familjen myror. Inga underarter finns listade i Catalogue of Life.